# Жалбогон Михал
„Жалбогон Михал“ е български късометражен игрален филм от 1967 година на режисьора Гриша Островски.

## Актьорски състав
Не е налична информация за актьорския състав.